# Gasthof Harpstedter Straße 2
Das Gasthaus Harpstedter Straße 2 in Wildeshausen stammt von um 1900. Heute (2023) wird das Haus durch das Restaurant Ägäis genutzt.
Das Gebäude steht unter Denkmalschutz.

## Geschichte
Das eineinhalbgeschossige verputzte giebelständige historisierende Haus mit Drempel, mittigem Eingang und Satteldach mit späterer Schleppgaube sowie dem eingeschossigen traufständigen Seitenflügel wurde um 1900 gebaut.

Putzgliederung: Geschossteilendes Gesims, Kantenquaderung, aufwändige Fensterrahmungen und Brüstungsfelder, im Giebel mittige Ädikulä.
Das Haupthaus gehört zum Typus der sogenannten Oldenburger Hundehütte, auch Oldenburger Giebelhaus, ein Architekturstil der aus den ländlichen Dielentorhäusern entwickelt und zwischen um 1875 und 1920 bevorzugt in Oldenburg und Umzu gebaut wurde. In Wildeshausen gehören u. a. auch dazu das Wohnhaus Westertor 8 und das Wohnhaus Delmenhorster Straße 4 sowie früher die Wohnhäuser Deekenstraße 4 und 15.
Die Landesdenkmalpflege befand: „... geschichtliche Bedeutung ... als beispielhaftes Gasthaus des späten 19. Jhs. ...“.